# 蕭朴
蕭朴（しょう ぼく、986年 - 1035年）は、遼（契丹）の政治家。字は延寧。

## 経歴
国舅少父房の末裔。聖宗の詩友であった蕭労古の子として生まれた。開泰元年（1012年）、牌印郎君に任じられ、南院承旨となり、租税・穀物の輸送を担当した。まもなく南面林牙に転じた。聖宗が国政について諮問したとき、蕭朴は百姓の辛苦をつぶさに述べ、国の出費には無駄が多いことを説明した。聖宗は「われ人を得たるかな」と喜んで左夷離畢に抜擢した。枢密使蕭合卓の下で、蕭朴は知部署院事をつとめ、禁酒政策の施行にかかわった。興国軍節度使として出向し、まもなく南面林牙として召還された。太平3年（1023年）、太子太傅を代行した。太平4年（1024年）、北府宰相となった。太平5年（1025年）12月、北院枢密使に転じた。後に蘭陵郡王に封じられ、恒王に進み、中書令の位を加えられた。太平9年（1029年）、大延琳の乱が起こると、東京遼陽府の安撫を命じられた。
景福元年（1031年）、興宗が即位し、欽哀太后が称制すると、国事は弟の蕭孝先に委ねられた。仁徳蕭皇后が馮家奴の誣告によって殺害されると、蕭朴はたびたび冤罪を主張したが、聞き入れられなかった。無念がたたって喀血した。重熙元年（1032年）、韓王に改封された。重熙3年（1034年）2月、東京留守に任じられた。楚王に徙封され、6月には南院枢密使に上った。重熙4年（1035年）、魏王となり、まもなく死去した。享年50。斉王の位を追贈された。
子の蕭鐸剌は、国舅詳穏となった。

## 伝記資料
- 『遼史』巻80 列伝第10